# Кремъчни водорасли
Кремъчните водорасли (Diatomea) са само едноклетъчни и колониални. Разпространени са в сладководни и соленоводни басейни, по влажни места на сушата.

## Описание
Клетъчната им стена е изградена от кремъчно вещество (силициев диоксид). В цитоплазмата на клетките се съдържат жълтокафяви пигменти, които им придават кафяв или червеникав цвят. Размножават се безполово и полово.
Талусът е устроен само по кокоидния организиционен тип, като повечето са едноклетъчни, а част от тях образуват различни колонии. Обвивката на клетката е изградена от кремъчно вещество и пектин, което образува черупка. Черупката има сложна структура – наподобява кутия с капак от две части нар. епитека и хипотека. По черупката има различни структурни елементи, специфични за отделните таксони. В зависимост от очертанията на дъната, разполагането на структурните елементи и симетрията има два типа клетки – центрични и пенатни. Повечето пенатни клетки на двете или на едно от дъната имат особена структура – пролука. С нея се свързва движението на клетките. Обвивката на клетката е специфична за кремъчните водорасли. Изградена е главно от пласт кремъчно вещество. То се състои от полимерозирана силициева киселина, която не е кристална, а изотропна. Предполага се, че при допир с външна среда и цитоплазма създава електростатичен потенциал, който е от значение за преминаването на вещества. Кремъчният пласт е потопен сред органична материя, която в началото образува първична, а след това вторична органична покривка. В състава на органичната покривка влизат полизахариди, протеини и мазнини, но не и целулоза.
Протопластът заема само периферната част на клетката и образува мост, в който е разположено ядрото. Феопластите имат допълнителна обвивка от перипластидна вътреплазмена мрежа, чрез която са свързани с ядрото. Тилакоидите са в ламели по три. Има по-ясна ламела. През пиреноидите преминават или в тях навлизат тилакоиди.

## Размножаване
Кремъчните водорасли се размножават почти изключително чрез делене клетката на две. Поради наличието на черупка при последователни деления се получават клетки с по-малки размери. Размерите се възстановяват чрез растежни спори. Митозата е отворена и през телофазата се запазва митотичното вретено, а цитокинезата е чрез разделителна бразда.
Познати са полови процеси, но те нямат или имат незначителен размножителен ефект. Само при центричните кремъчни водорасли се образуват активно подвижни чрез флагелум сперматозоиди, а при останалите се сливат амебовидни протопласти. Зиготата без период на покой се превръща в растежна спора. Циклите на развитие са гаметичен тип.
Кремъчните водорасли са широко разпространени. Те играят много важна роля като продуценти в океани и морета, особено в райони или през периоди, когато водата е богата на хранителни вещества. В много сладководни басейни важна съставна част от планктона също са кремъчните водорасли. Докато в морета и океани в планктона участват почти изключително таксони с центричен тип клетки, то в сладководния планктон са разпространени таксони с пенатен тип клетки. Кремъчните водорасли участват също така в бентоса на морски и сладководни басейни. Бентосни са предимно таксони с пенатен тип клетки. Кремъчните водорасли са разпространени и извън водни басейни – в и върху почви, по влажните места.

## Еволюция
Еволюцията на кремъчните водорасли се тълкува на основата на многото фосили, които оставят поради кремъчната си черупка. Класификацията на кремъчните водорасли е изградена на основата на белези на черупката – тип клетки, наличие или отсъствие на пролука. Познати са общо около 100 000 вида от около 250 рода.
Кремъчните водорасли имат значение за стопанството; с широко приложение са диатомитите – скали получени от натрупването в утайките на черупки на кремъчни водорасли. Кремъчните водорасли се използват както за различни аквакултури, така и за биологичното пречистване на отпадни води. Широко се използват като биоиндикатори за окачествяване водите на съвременни водни басейни, но и за разчитане историята на изчезналите от лицето на земята басейни.
Кремъчните водорасли са своеобразна група еукариотни фотоафтотрофни организми. Те са най-богатата с таксони група талусни растения. По брой видове се нареждат на второ място след семенните растения в растителното царство. Те интензивно се изследват с електронен микроскоп, което води до бърз прогрес в познанията за тях. Отдавна се е оформил специален раздел на алгологията, посветен на тази група растения – диатомология.